# Albert Karl Krautheimer
Albert Karl Krautheimer (* 17. April 1905 in Renchen; † 23. Oktober 1966 in Heidelberg) war ein deutscher katholischer Priester, Schriftsteller und Redakteur des Konradsblattes.

## Ausbildung und Priesterweihe
Krautheimers Vater, Theodor Krautheimer, war Eisenbahnbeamter, seine Mutter Maria Bickel kam aus einer bäuerlichen Familie. Einen Großteil seiner Kindheit verbrachte Albert Krautheinmer in Singen am Hohentwiel. Er fühlte sich schon früh zum Priesterberuf hingezogen. Bereits in der 5. Klasse der Volksschule gab ihm der Kaplan der Herz-Jesu-Pfarrei Lateinstunden, um ihm den Besuch einer höheren Schule zu ermöglichen. Nach bestandener Aufnahmeprüfung trat er im September 1916 in die Quinta des Konstanzer Gymnasiums ein. Während seiner achtjährigen Gymnasialzeit wohnte er im Konradihaus. Wegen seiner musikalischen Begabung wurde ihm das Schülerehrenamt des Musicus übertragen, was ihn berechtigte, den Schulchor und das Schülerorchester zu leiten. Von 1924 bis 1929 studierte er an der Universität Freiburg Theologie. In St. Peter erhielt er 1929 die Priesterweihe. Er verbrachte daraufhin zwei Vikarjahre in Wehr, bevor er 1931 zum Präfekten des Konradihauses ernannt wurde. Dieses Amt musste er nach einer Operation wieder aufgeben und er kehrte in die Seelsorge zurück.

## Aktivitäten als Priester zur Zeit des Nationalsozialismus
Von 1931 bis 1938 arbeitete Krautheimer als Vikar in Mannheim-Käfertal. Er stand der Popularität der Nationalsozialisten kritisch gegenüber. Vor allem fürchtete er bei einer Machtübernahme eine wachsende Ausweitung der Staatsgewalt auf die Autonomie der Kirche. Kritik formulierte er dabei als Autor im Konradsblatt stets verdeckt. Die Nationalsozialisten nutzten Schüleranzeigen, um gegen Geistliche in Mannheim vorzugehen. Oft bezogen sich diese auf Verstöße gegen den Kanzelparagraphen und politische Äußerungen im Religionsunterricht, wodurch die Geistlichen, aufgrund ihrer wenig verständigen Einstellung gegenüber dem NS-Staat und der nationalsozialistischen „Bewegung“, den Gemeindefrieden gefährden würden. Krautheimer wurde zeitweilig mit einem Schulverbot belegt. 1938 wurde er zunächst Pfarrverweser und 1941 als Pfarrer nach Bietingen versetzt. Als Seelsorger kümmerte er sich auch um die polnischen Zwangsarbeiter auf den Bauernhöfen.
Bereits 1931 begann seine Arbeit an einer Hagiographie zu den „Heilige[n] Deutschlands“, deren erste Auflage 1939 herausgebracht wurde. Ziel seines Buchs war es, einen umfassenden Überblick über alle heiligen Männer und Frauen Deutschlands herauszubringen. Das Buch konnte auch als ein Versuch angesehen werden, der Deutungshoheit der Nationalsozialisten über die deutsche Kultur und Geschichte konkret etwas entgegenzusetzen. Neben deutschstämmigen Heiligen wird auch die polnisch-litauische Königin Hedwig angeführt, zur Verdeutlichung einer deutsch-polnischen Verbindung und Freundschaft. Das Buch konnte nach einer gewissen Zeit nicht mehr aufgelegt werden, da das Papier zu kriegswirtschaftlichen Zwecken kontingentiert und nicht mehr freigestellt wurde. Davon war auch das Konradsblatt betroffen, das 1941 seine Publikation vorerst einstellen musste. Erst 1945 konnte das Buch in einer zweiten Auflage wiederaufgelegt werden.

## Tätigkeiten nach 1945
Krautheimer wurde 1946 von Erzbischof Gröber mit der Redaktion des nach Kriegsende wiedererschienenen Konradsblattes betraut. Zu dieser Zeit hatte Krautheimer vor allem durch sein Werk Heilige Deutschlands bereits über die eigene Diözese hinaus Bekanntheit erlangt. Nachdem er sein neues Amt als Redakteur einige Jahre von seiner Pfarrstelle in Bietingen aus wahrnahm, zog er 1950 an den Erscheinungsort des Diözesanblattes, Karlsruhe. Sechzehn Jahre lang wirkte er durch Beiträge und redaktionelle Arbeit am Konradsblatt, bis er 1961 die Leitung abgab.
Aufgrund seines priesterlichen und am Glauben orientierten schriftstellerischen Wirkens wurde er 1956 von Erzbischof Seiterich zum Geistlichen Rat ernannt. 1964 wurde ihm außerdem die Würde eines Päpstlichen Geheimkämmerers durch Papst Paul VI. verliehen.
Krautheimer starb im Alter von 61 Jahren und wurde auf dem Friedhof seiner einstigen Pfarrei an der Seite seiner Eltern beigesetzt.